# Приск (узурпатор)
Вижте пояснителната страница за други личности с името Приск.
Тит Юлий Приск (на латински: Titus Iulius Priscus, на гръцки: Τίτος Ἰούλιος Πρεῖσκος; † 251) е римски провинциален управител и узурпатор през 251 г.

## Биография
Произхожда от знатния римски род Юлии.
Той е управител на провинция Тракия (legatus Augusti pro praetore Thraciae) по времето на август Деций Траян около 250 – 251 г. Организира посрещането на август Деций Траян в Тракия през лятото на 250 г. – поставя пътна колона при Сердика (Слатина) и издига статуи на Етрусцила – вероятно при пътна станция Сонеум и Филипопол. Деций пристига, за да подкрепи сина си цезар Херений Етруск в борбата му срещу нахлулите готи северно от Хемус. При последващото нападение на готите начело с Книва през пролетта 251 г. той лично организира защитата на Филипополис (дн. Пловдив). Докато готите се намират северно от Хемус август Деций Траян, по това време лагеруващ в Августа Траяна (дн. Стара Загора), изпраща писмо до Приск и филипополци да изчакат неговата помощ. Деций, обаче, е разбит от готите край Августа Траяна и бяга далече на север. Готите необезпокоявани обсаждат Филипопол с Приск. Освен това те опустошават почти цялата провинция, като се съди по намерените съкровища от Сливенско, Старозагорско, Пловдивско, Пазарджишко и Софийско. След дълга обсада Приск предава Филипопол на готите, като се съюзява с тях. Готите оплячкосват и опожаряват града, като избиват 100 000 негови жители. За отплата през пролетта на 251 г. те провъзгласят Приск за антиимператор, за да могат по-добре да се бият срещу Деций. Вероятно за известно време упражнява властта си, ако се съди по дамнациото на надписи на Етрусцила от Филипопол и вероятно на Деций Траян от пътна станция Монте Емно. Приск е обявен от сената за държавен враг (hostis) и скоро след това убит.
Името му е подложено на damnatio memoriae (от лат.: „проклятие на паметта“).
Приск не е идентичен с преторианския перфект Гай Юлий Приск по времето на император Филип Араб.